# Dupnitsa (huyện)
Dupnitsa là một huyện thuộc tỉnh Kyustendil, Bungaria. Dân số thời điểm năm 2001 là 51520 người.